# Besnik
Besnik (cyr. Бесник) – wieś w Czarnogórze, w gminie Rožaje. W 2011 roku liczyła 356 mieszkańców.